# Broadvision

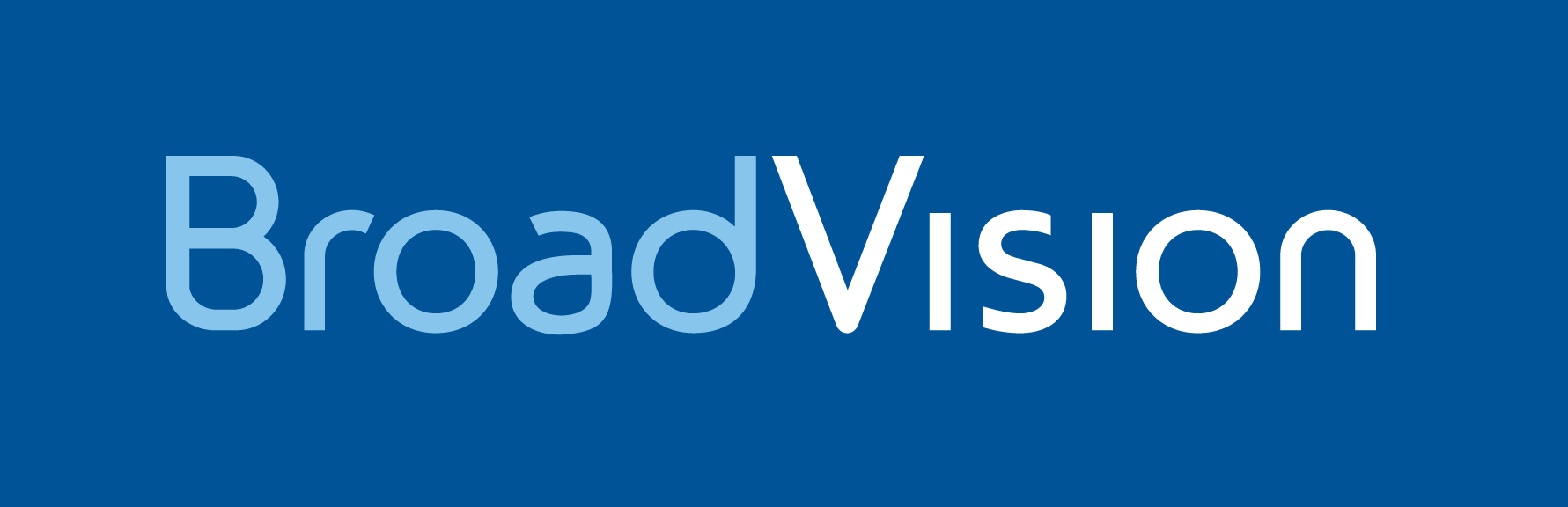
Logo BroadVision

La société BroadVision cotée au Nasdaq est un éditeur de logiciel pour le web, notamment de personnalisation de contenu, de commerce électronique, de portail d'entreprise et de gestion de la relation client (CRM). Le siège de la société est à Redwood City, en Californie. Elle a été créée en 1993 par Pehong Chen.
La première introduction en bourse a eu lieu en 1996.
Broadvision était un pionnier du web, et le cours de son action a atteint des valeurs très importantes en 2000.
Après l'éclatement de la bulle internet, la société a été sortie de la cote pendant plusieurs mois.
Les clients actuels sont Asda, Club Med, ING Group, etc.